# Sindre Sætre Hammerlund
Sindre Sætre Hammerlund (* 18. Februar 1992) ist ein ehemaliger norwegischer Skilangläufer.

## Werdegang
Hammerlund nahm von 2012 bis 2017 vorwiegend am Scandinavian Cup teil und gab dabei im Dezember 2012 in Sjusjøen sein Debüt, bei dem er Rang 87 über 15 km Freistil, Platz 82 im Sprint und Rang 84 über 30 km klassisch im Massenstart belegte. Seine ersten Punkteplatzierungen erreichte er im Dezember 2014 in Lillehammer mit Platz 18 über 15 km Freistil, Rang 18 im Sprint und Platz 12 beim 30-km-Massenstartrennen in der klassischen Technik. Im Februar 2015 gelang Hammerlund mit Rang neun beim 30-km-Freistil-Massenstartrennen in Madona die erste Platzierung unter den besten zehn. Im Januar 2016 wurde er in Östersund über 15 km Freistil erneut Neunter und erreichte als Zweiter des 30-km-Massenstartrennens in der klassischen Technik das Podium. Im folgenden Monat startete er in Oslo an seinem ersten und einzigen Rennen im Skilanglauf-Weltcup und kam dabei auf den 42. Platz im 50-km-Massenstartrennen.